# San Juan Teitipac
San Juan Teitipac è un comune del Messico, situato nello stato di Oaxaca.